# Raffael (fotbollsspelare)
Raffael Caetano de Araújo mer känd som bara Raffael, född 28 mars 1985 i Fortaleza, är en brasiliansk fotbollsspelare. 
Raffaels yngre bror, Ronny Heberson Furtado de Araújo var tidigare också professionell fotbollsspelare bland annat i Hertha Berlin.